# Ull de Falcó (Clint Barton)
Ull de Falcó (Hawkeye en l'original anglès) (Clint Barton) és un personatge de ficció de còmic i un superheroi de l'Univers Marvel. Aquest personatge va ser creat pel guionista i editor Stan Lee i l'artista Don Heck. Va fer la seva primera aparició a Tales of Suspense núm. 57 (publicat el 9 de juny de 1964 amb data de portada setembre de 1964) com enemic d'Iron Man. Més endavant es va unir als Venjadors a The Avengers núm. 16 (maig de 1965). Des de llavors ha estat un membre destacat de diversos equips dels Venjadors, adoptant breument el rol de Goliath, fundant els West Coast Avengers (Venjadors de la Costa Oest), casant-se breument i posteriorment divorciant-se de Mockingbird, adoptant l'àlies de Ronin després de la seva mort i resurrecció abans de ser mentor d'Kate Bishop com a successor en el rol de Hawkeye.
Ull de Falcó va ocupar el lloc número 44 de la llista dels 100 millors herois del còmic d'IGN.
Jeremy Renner fa el seu paper a les pel·lícules del Marvel Cinematic Universe Thor (2011), The Avengers (2012), Avengers: Age of Ultron (2015), Captain America: Civil War (2016) i Avengers: Endgame (2019), la sèrie d'animació What If...? (2021) i la minisèrie de televisió Hawkeye (2021).

## Creació
Quan se li va preguntar què va inspirar la seva creació d'Ull de Falcó, Heck va dir que el personatge «era gairebé com un personatge del tipus Robin Hood i jo el veia així.»

## Historial de publicacions
Ull de Falcó va ser presentat com un dolent reticent a Tales of Suspense núm. 57 (publicat el 9 de juny de 1964 amb data de portada de setembre del mateix any). Després de dues aparicions més com a enemic a Tales of Suspense núm. 60 i núm. 64 (desembre de 1964 i abril de 1965), Ull de Falcó es va unir a les files dels Venjadors a The Avengers núm. 16 (data de portada maig de 1965).
Ull de Falcó es va convertir en un dels membres més constants de l'equip i ha fet nombroses aparicions en els diversos volums de la sèrie, inclosos els números especials i Anuals, així com a The Ultimates. Tanmateix, la presència d'Ull de Falcó als Venjadors, tant a l'equip com a la sèrie, va ser esporàdica durant gairebé una dècada a partir de principis de 1973. Steve Englehart, l'escriptor de Venjadors en el moment de la marxa d'Ull de Falcó, va explicar: «Quan vaig fer que Ull de Falcó abandonés els Venjadors, m'agradava el personatge, però volia provar un enfocament diferent, així que la seva marxa encaixava amb el que jo estava intentant fer.»
Ull de Falcó va tenir un lloc destacat a la sèrie limitada West Coast Avengers núm. 1–4 (setembre de 1984–desembre de 1984) com a fundador i líder de l'equip, abans d'aparèixer a la sèrie regular del mateix nom, que va publicar-se per a 102 números (inclosos vuit "Anuals") d'octubre de 1985 al gener. 1994. El títol va ser rebatejat com a Avengers West Coast a partir del número 46 (agost de 1989). Hawkeye també va protagonitzar simultàniament gairebé tots els números de Solo Avengers, que va tenir 40 números des del desembre de 1987 fins al gener de 1991 (el títol va ser rebatejat com a Avengers Spotlight a partir del número 21 (agost de 1989)).
De 1998 a 2002, Ull de Falcó va figurar de manera significativa com a líder d'equip en els números 20–75 i Anual 2000 del títol Thunderbolts, escrit per Kurt Busiek i Fabian Nicieza. Va aparèixer com a personatge secundari a Avengers Academy des del número 21 (gener de 2012) fins al número 39 (gener de 2013) i com a líder d'equip a Secret Avengers des del número 22 (febrer de 2012) fins al número 37 (febrer de 2013). Ull de Falcó va aparèixer al vol. 2 (2013) de Secret Avengers de Nick Spencer i Luke Ross. Ull de Falcó va aparèixer com a personatge de forma regular a la sèrie Secret Avengers de 2010-2013, des del número 21.1 (març de 2012) fins al número final, el 37 (març de 2013).
Hawkeye va aparèixer a l'esdeveniment crossover de Marvel House of M (2005). Més tard va aparèixer (com a Ronin) a la sèrie New Avengers dels números 26–64 (2007–2010) més The New Avengers Annuals núm. 2 (2008) i 3 (2010). Continuant com a Ronin, el personatge va tenir un paper important en l'esdeveniment crossover Secret Invasion núm. 1–8 (2008). L'esdeveniment crossover de tota l'empresa "Dark Reign" va veure Hawkeye un lloc destacat a New Avengers: The Reunion núm. 1–4 (2009) i Dark Reign: The List - New Avengers núm. 1 (2009). Més tard va participar en l'esdeveniment crossover Siege núm. 1–4 (2010).
Hawkeye ha aparegut en nombroses aventures en solitari al llarg dels anys. Va aparèixer a Hawkeye núm. 1–4 (1983), escrit per Mark Gruenwald (que va ser la primera trobada del personatge amb Mockingbird i el malvat Crossfire). Hawkeye va aparèixer després a Hawkeye (vol. 2) núm. 1–4 (1994) i Hawkeye: Earth's Mightiest Marksman núm. 1 (1998). El 2003, Hawkeye va tenir una sèrie de curta durada, Hawkeye (vol. 3) núm. 1–8, que aviat va ser cancel·lada. L'escriptor Jim McCann i l'artista David López van tenir un altre intent sense èxit d'una sèrie en curs amb Hawkeye & Mockingbird núm. 1– 6 (2010). La sèrie, però, va tenir continuïtat en dues sèries limitades, començant amb Widowmaker núm. 1–4 (2010–2011) i després Hawkeye: Blindspot núm. 1–4 (2011).
Un quart volum de Hawkeye va començar l'agost de 2012 per l'equip creatiu de l'escriptor Matt Fraction i l'artista David Aja, que compta amb una associació amb la seva protegida, Kate Bishop, que va rebre l'aclamació de la crítica. Com a part del rellançament anomenat All-New, All-Different Marvel, una nova sèrie titulada All-New Hawkeye va començar el març de 2015, escrita per Jeff Lemire amb art de Ramon Pérez, que només va durar 5 números, després un segon volum que continuava la història anterior va acabar després de 6 números.
Després de Civil War II, Hawkeye va protagonitzar una nova sèrie en solitari anomenada Occupy Avengers escrita per David Walker i dibuixada per Carlos Pacheco. Kate Bishop va protagonitzar el cinquè volum de Hawkeye. Tanmateix, el llibre es va cancel·lar amb el seu 16è número a principis de 2018.
Ull de Falcó va formar part de la línia argumental de setze números No surrender publicada a Avengers núm. 675-690.

## Biografia de ficció
El seu nom real és Clint Barton. Té una sorprenent perícia en tir a l'arc i l'ús les seves sagetes trucades, i el seu caràcter murri i temerari.
Arquer de fira, de caràcter noble, va ser malinterpretat per la policia. Enamorat de la Black Widow, en aquells dies espia comunista, l'ajudava en els seus plans i s'afronta contra Iron Man del que havia estat un gran fan. Els girs de la destinació li van portar a redimir-se i a sol·licitar l'ingrés en les files dels Venjadors, quan els membres fundadors del grup van ser deixar al Capità Amèrica al càrrec d'un grup on a més de Clint, els altres dos membres també eren nous: Mercuri i la Bruixa Escarlata. Des de llavors ha format part de l'equip en diverses etapes col·laborant amb molts membres.
Al llarg de la seva carrera ha sofert canvis, tant de vestimenta com d'identitat. Arriba a prendre el lloc del seu company Hank Pym i prendre la seva identitat de Goliath, així com els seus poders de canvi de la grandària corporal, gràcies a unes pastilles especials, que contenen el sèrum del creixement de Pym. Al final va decidir que seria més útil com arquer.
Abandona els Venjadors en nombroses ocasions; per unir-se als Defenders (Defensors), per treballar com a cap de seguretat d'empreses Cross. De tornada després de trencar-se una cama va ser escollit per fundar els West Coast Avengers (Venjadors de la Costa Oest). També va ser líder dels Thunderbolts i dels Great Lake Avengers.
Al final de la seva època com cap de seguretat d'empreses Cross va conèixer a Mockingbird (Bobbi Morse), amb la que es va casar poc després. S'esfondra quan ella va morir aparentment i va abandonar la lluita per un temps.
Durant els successos que van precedir "Venjadors Dissassembled" va morir en combat com altres Venjadors, a les mans de la màgia fosca i desquiciada de l'Scarlett Witch, però durant l'esdeveniment de House of M torna a la vida i al nostre món gràcies als poders de canvi de realitat de la Bruixa Escarlata. No obstant això quan tot l'alterat per ella torna a la normalitat, Hawkeye "mor una vegada més". Però en realitat, no mor després d'aquest últim succés, si no que, és enviat a una altra part del món prop d'una província veïna europea, on busca venjança per la seva mort contra la Bruixa Escarlata, a la qual confronta, encara que ella no recorda gens, molt menys Hawkeye, qui, després de tenir relacions sexuals amb ella, decideix perdonar-la.
Després dels successos de "Civil War s'integra als New Avengers prenent la identitat de Ronin tan bon punt l'antiga Ronin prendria la identitat de Tiro, ella amb gust li va ensenyar les arts marcials i combat samurai (encara que ja hauria après abans amb el Capità Amèrica) què Ull de Falcó va aprendre amb gran rapidesa i es va convertir en el nou Ronin, actualment membre dels Nous venjadors.
El nom d'Ull de Falcó ha estat assumit per la membre dels Young Avengers Kate Bishop (a qui Clint coneix i impressionat per les habilitats de Kate li dona la seva benedicció com la nova Ull de Falcó) i pel malvat Bullseye de l'equip Dark Avengers creat per Norman Osborn per usurpar el lloc dels Venjadors fent-se passar per ells.
Després és triat com el líder dels New Avengers i Norman Osborn es converteix en l'enemic nombre 1 del grup. En un intent fallit per matar a Norman Osborn pel seu propi compte gairebé perd la vida però finalment és rescatat pels seus companys. Després El Capità Amèrica seria el líder aquesta vegada sent la seva prioritat ara el Red Skull.
En l'era heroica, s'uneix al nou equip dels Venjadors format per Steve Rogers i novament reprèn la identitat d'Ull de Falcó. Però també forma part dels New Avengers amb Mockingbird, però després deixa el grup. També va ajudar a l'Agència Mundial Antiterrorista a frustrar una operació il·legal d'armes a càrrec de Crossfire. Després d'una baralla amb un nou Rōnin que va resultar ser Alexei Shostakov un antic Red Guardian i ex-marit de la Black Widow, Clint va rebre un fort cop en el cap que al principi va ignorar i que aviat el deixaria cec però gràcies a la tecnologia de Stark es va poder frenar la ceguesa.

## Equipament
Porta sagetes amb les quals pot embullar amb xarxes de pesca, llançar cordes, fer explotar coses, llançar bales, disparar projectils ardents, congelar, enverinar, tallar... El seu arc pot ser usat de protecció contra els atacs enemics en estar fet de metall. El seu arc pot ser usat per colpejar amb la seva part metàl·lica. La seva bossa de fletxes pot resistir cremades i talls sense ser greument danyada, però els talls de Wolverine, les cremades de Pyro o de la Torxa Humana poden trencar-la completament. El seu vestit clàssic era molt resistent i el modern porta metall dins per resistir diversos atacs fins i tot de l'escut del Capità Amèrica. Algunes de les seves sagetes poden disparar una escuma vermella per aturar cops o ofegar l'enemic. Altres sagetes reboten en qualsevol part i usen una espècie d'Air-Bag per protegir enemics. Poques sagetes tornen a Clint, ja que si dispara a una paret i un enemic l'ataca, la fletxa travessa l'enemic. La corda del seu arc és molt resistent, però pot ser cremada amb un encenedor.

## Habilitats destacades
Posseeix una gran punteria que el converteix en l'home amb els millors reflexos del món. No solament amb l'arc, ja que pot disparar un blanc sense mirar cap enrere o fer-ho rebotar per arribar a un objectiu. En algunes versions porta unes ulleres que li permeten poder veure la manera d'apuntar als objectius. Té molta força, ja que posseeix uns grans bíceps, que poden aixecar 70 quilos amb els seus dos braços. Amb la seva velocitat pot superar una marató i arribar en primer lloc. Amb la seva agilitat ha arribat a esquivar diversos objectius de raig amb tombarelles per disparar sagetes. Gràcies a aquesta precisió és molt bo en tots els esports: bàsquet (llança al cèrcol sense fallar), futbol (anota a la porteria sense fallar).

## En altres mitjans

### Marvel Cinematic Universe
- Fa un cameo en la pel·lícula Thor (2011), interpretat per Jeremy Renner, (Quan Thor s'enfronta als soldats de SHIELD tractant de recuperar el Mjölnir).
- Reapareix en la pel·lícula The Avengers (abril del 2012).
- El 2015, Hawkeye va aparèixer en la pel·lícula Avengers: Age of Ultron.
- El 2016, va tornar en Captain America: Civil War.
- Torna a Avengers: Endgame (2019).
- Va fer un cameo no acreditat de veu a Black Widow.[12]
- Apareix interpretat per Renner a la sèrie d'animació What If...? i a la minisèrie en viu Hawkeye.

### Altres aparicions
- En la sèrie animada de TV, apareix a The Avengers: Earth's Mightiest Heroes del 2009.
- En la pel·lícula del 2008 Next Avengers: Heroes of Tomorrow, Hawkeye té un fill anomenat Francis Barton, com el segon Hawkeye.
- En la sèrie animada de TV, apareix en Ultimate Spider-Man (segona temporada), episodi 5: "Hawkeye". i en la tercera temporada surt en "L'Home Esgarrapa Venjador, Parteix 1 i 2", "Acadèmia S.H.I.I.L.D." (com cameo), "Malson Nadalenc", "A la recerca de burritos" i "El Concurs dels Campions, Parteix 3 i 4" (com cameo).
- També apareix en la sèrie animada de TV, Avengers Assemble del 2013.
- També apareix en la sèrie animada de TV, Hulk and the Agents of S.M.A.S.H. de la segona temporada del 2015, "Guardians de la Galàxia", com un Skrull.
- Apareix jugable en el videojoc de lluita Ultimate Marvel vs. Capcom 3
- Apareix jugable en el videojoc en línia Marvel Heroes.1
- És un personatge jugable en el videojoc en línia de Facebook Marvel: Avengers Alliance.